# Sérgio Soares
Sérgio Soares est un footballeur brésilien né le 11 janvier 1967 à São Paulo. En 2004, il prend sa retraite sportive et devient entraîneur par la suite.